# Ratanakiri
Ratanakiri hay Rattanakiri (tiếng Khmer: រតនគិរី IPA: [ˌreə̯̆ʔ taʔ ˈnaʔ ki ˈriː]) là một tỉnh (khaet) của Campuchia, vùng đất này còn được gọi là Vọng Vân trong lịch sử Việt Nam thời kỳ nhà Nguyễn.
Ratanakiri nằm ở vùng cao nguyên đông bắc hẻo lánh của quốc gia, có ranh giới với tỉnh Mondulkiri ở phía nam và với tỉnh Stung Treng ở phía tây, có biên giới quốc tế với Lào (giáp tỉnh Attapeu) và Việt Nam (giáp hai tỉnh Quảng Ngãi và Gia Lai) tương ứng ở phía bắc và đông. Tỉnh trải dài từ các ngọn núi của dãy Trường Sơn ở phía bắc, qua vùng cao nguyên nhiều đồi nằm giữa các sông Sê San và Srêpốk, đến các khu rừng lá rụng ở phía nam. Trong những năm gần đây, hoạt động đốn gỗ và khai mỏ ảnh hưởng xấu đến môi trường của Ratanakiri.
Người Thượng (Khmer Loeu) chiếm giữ Ratanakiri trong hơn một thiên niên kỷ, họ là người thiểu số tại những nơi khác của Campuchia. Trong lịch sử ban đầu của khu vực, các cư dân người Thượng này bị các quốc gia láng giềng bóc lột như nô lệ. Kinh tế làng bán nô lệ chấm dứt trong thời kỳ thuộc địa Pháp, song một chiến dịch Khmer hóa khắc nghiệt sau khi Campuchia độc lập lại đe dọa phương thức sinh hoạt của người Thượng. Khmer Đỏ xây dựng tổng hành dinh của họ trên địa bàn tỉnh trong thập niên 1960, và hành động oanh tạc trong Chiến tranh Việt Nam đã tàn phá khu vực. Ngày nay, phát triển nhanh chóng trên địa bàn tỉnh đang thay đổi phương thức sinh hoạt truyền thống.
Ratanakiri có dân cư thưa thớt; 150.000 cư dân của tỉnh chỉ chiếm hơn 1% tổng dân số quốc gia. Các cư dân Ratanakiri thường sống trong những buôn làng có từ 20 đến 60 gia đình và có sinh kế là nông nghiệp du canh. Ratanakiri nằm trong số các tỉnh kém phát triển nhất của Campuchia. Cơ sở hạ tầng của tỉnh nghèo nàn, và chính quyền địa phương còn yếu.

## Lịch sử
Lãnh thổ Ratanakiri ngày nay có người ở từ ít nhất là thời kỳ đồ đá hoặc đồ đồng, và mậu dịch giữa những người dân vùng cao này với các đô thị dọc theo vịnh Thái Lan có niên đại ít nhất là thế kỷ 4 CN. Trong lịch sử ban đầu, người Việt, người Chăm, người Khmer, và người Thái từng xâm chiếm khu vực, song không có quốc gia nào có thể đưa khu vực nằm dưới quyền kiểm soát tập trung. Từ thế kỷ 13 hoặc trước đó cho đến thế kỷ 19, các làng trên cao nguyên thường bị các thương gia nô lệ người Khmer, Lào, và Thái tấn công. Các quân chủ người Lào địa phương chinh phục khu vực vào thế kỷ 18 và sau đó là người Thái trong thế kỷ 19. Khu vực được sáp nhập vào Đông Dương thuộc Pháp vào năm 1893, và sự cai trị thực dân thay thế buôn bán nô lệ. Người Pháp lập nên các đồn điền cao su lớn, đặc biệt là tại Labansiek (Banlung ngày nay); các công nhân bản địa được sử dụng vào để xây dựng, và thu hoạch cao su. Trong thời gian Pháp đô hộ Đông Dương, vùng đất bao gồm Ratanakiri ngày nay được chuyển từ Xiêm sang Lào và sau đó chuyển cho Campuchia. Mặc dù các nhóm người cao nguyên ban đầu kháng cự những người cai trị thực dân, họ đã chịu khuất phục vào cuối thời kỳ thuộc địa năm 1953.
Ratanakiri được thành lập vào năm 1959 từ vùng đất từng là khu vực đông bộ của tỉnh Stung Treng. Tên gọi Ratanakiri (រតនគិរី) được hình thành từ hai từ trong tiếng Khmer រតនៈ (ratana "ngọc" từ tiếng Phạn ratna) và គិរី (kiri "núi" từ tiếng Phạn giri), miêu tả hai điểm đặc trưng được biết đến của tỉnh. Trong các thập niên 1950 và 1960, Norodom Sihanouk tiến hành một chiến dịch phát triển và Khmer hóa tại đông bắc Campuchia, dự kiến là đưa các làng nằm dưới sự kiểm soát của chính quyền, giới hạn ảnh hưởng của các phần tử nổi dậy tại khu vực, và "hiện đại hóa" các cộng đồng bản địa. Một số người Thượng buộc phải chuyển đến các vùng thấp để học ngôn ngữ và văn hóa Khmer, người Khmer từ những nơi khác tại Campuchia chuyển đến tỉnh, các tuyến đường bộ và đồn điền cao su lớn được xây dựng. Sau khi phải đối mặt với các điều kiện làm việc khắc nghiệt và đôi khi là lao động không tự nguyện trong các đồn điền, nhiều người Thượng dời bỏ chỗ ở truyền thống của họ và chuyển ra xa tỉnh lỵ hơn. Năm 1968, căng thẳng dẫn đến một cuộc nổi dậy của người Brao, trong đó có một vài người Khmer bị giết. Chính phủ phản ứng gay gắt, phóng hỏa các khu định cư và giết hàng trăm dân làng.
Trong thập niên 1960, lực lượng Khmer Đỏ tạo nên một liên minh với các dân tộc thiểu số tại Ratanakiri, lợi dụng phẫn uất của người Thượng đối với chính phủ trung ương. Tổng hành dinh của Đảng Cộng sản Campuchia được chuyển đến Ratanakiri vào năm 1966, và hàng trăm người Thượng gia nhập các đơn vị của Đảng này. Trong giai đoạn này, Việt Nam cũng có các hoạt động quy mô rộng tại Ratanakiri. Những người cộng sản Việt Nam hoạt động tại Ratanakiri từ thập niên 1940; tại một cuộc họp báo vào tháng 6 năm 1969, Sihanouk nói rằng Ratanakiri là "lãnh thổ Bắc Việt trên thực tế". Từ tháng 3 năm 1969 đến tháng 5 năm 1970, Hoa Kỳ tiến hành một chiến dịch oanh tạc bí mật quy mô lớn tại khu vực, mục đích là nhằm phá vỡ nơi trú ẩn của quân đội cộng sản Việt Nam. Các dân làng buộc phải đi tránh bom, tìm thức ăn và sống trong cảnh chạy trốn cùng Khmer Đỏ. Vào tháng 6 năm 1970, chính phủ trung ương triệt thoái binh sĩ từ Ratanakiri, từ bỏ khu vực cho Khmer Đỏ kiểm soát. Chế độ Khmer Đỏ vốn ban đầu không có hành động thô bạo tại Ratanakiri, song nay trở nên ngày càng áp bức. Người Thượng bị cấm nói các ngôn ngữ bản địa hay thực hành các phong tục và tôn giáo truyền thống, là những thứ mà chủ nghĩa cộng sản cho là không phù hợp. Sinh hoạt tập thể trở thành bắt buộc, và một vài trường học của tỉnh bị đóng cửa. Tần số thanh trừng các dân tộc thiểu số tăng lên, và hàng nghìn người tị nạn chạy sang Việt Nam và Lào. Các nghiên cứu sơ bộ cho thấy rằng số lượng thi thể chiếm khoảng 5% dân cư Ratanakiri được đưa vào các mộ tập thể, tỷ lệ thấp hơn đáng kể so với các nơi khác tại Cambodia.
Sau khi Việt Nam đánh bại Khmer Đỏ vào năm 1979, chính sách của chính phủ đối với Ratanakiri trở nên sao lãng có thiện ý. Người Thượng được phép trở lại sinh kế truyền thống của họ, song chính phủ ít tiến hành xây dựng cơ sở hạ tầng tại tỉnh. Thời Việt Nam đóng quân, có ít liên hệ giữa chính quyền tỉnh với nhiều cộng đồng địa phương. Một thời gian dài sau khi chế độ Khmer Đỏ sụp đổ, phiến quân Khmer Đỏ vẫn ở trong các khu rừng của Ratanakiri. Hầu hết các phiến quân giao lại vũ khí của họ trong thập niên 1990, song các cuộc tấn công dọc theo các tỉnh lộ vẫn tiếp tục cho đến năm 2002.
Lịch sử gần đây của Ratanakiri mang đặc trưng là phát triển và các thách thức kèm theo đối với phương thức sinh hoạt truyền thống. Chính phủ quốc gia xây dựng các tuyến đường, xúc tiến du lịch và nông nghiệp, tạo điều kiện thuận lợi cho sự nhập cư nhanh chóng của người Khmer vào Ratanakiri. Các cải thiện về đường giao thông và ổn định chính trị khiến giá đất tăng lên, và chuyển nhượng đất tại Ratanakiri trở thành một vấn đề lớn. Mặc dù một điều luật năm 2001 cho phép các cộng đồng bản địa đạt được quyền sở hữu tập thể đối với các vùng đất truyền thống, song một số cư dân các làng trở thành những người gần như không có ruộng đất.

## Địa lý
"Kiri" trong tên của tỉnh có nguồn gốc tiếng Phạn nghĩa là núi non. Tên tỉnh phản ánh địa hình của tỉnh.

Bản đồ Ratanakiri, các đường chính được biểu thị bằng màu đỏ.

Ratanakiri có địa hình đa dạng, bao gồm các vùng đồi lượn sóng, các ngọn núi, các cao nguyên, lưu vực đất thấp, và hồ miệng núi lửa. Hai sông lớn là sông Sê San và sông Srêpốk, chảy từ đông sang tây qua địa bàn tỉnh. Ratanakiri có các khu rừng xum xuê; vào năm 1997, 70–80% diện tích tỉnh có rừng che phủ, hoặc là rừng trồng lâu năm hoặc là rừng thứ sinh sau hoạt động du canh. Ở xa về phía bắc của tỉnh là các núi thuộc dãy Trường Sơn; có đặc trưng là các khu rừng thường xanh lá rộng rậm rạp, đất đai tương đối xấu, và đời sống hoang dã phong phú. Các vùng đất cao giữa hai sông Sê San và sông Srêpốk là nơi sinh sống của đại đa số dân cư Ratanakiri, là một cao nguyên bazan nhiều đồi có đất đỏ phì nhiêu. Rừng thứ sinh chiếm ưu thế tại vùng này. Phía nam của sông Srêpốk là một khu vực bằng phẳng với các khu rừng lá rụng nhiệt đới.
Giống như các nơi khác tại Campuchia, Ratanakiri có khí hậu gió mùa với một mùa mưa kéo dài từ tháng 6 đến tháng 10, một mùa mát từ tháng 11 đến tháng 1, và một mùa nóng từ tháng 3 đến tháng 5. Ratanakiri có khuynh hướng mát hơn những nơi khác tại Campuchia. Nhiệt độ cao ban ngày trung bình tại tỉnh là 34 °C (93,2 °F), và nhiệt độ thấp ban đêm trung bình là 22,1 °C (71,8 °F). Lượng mưa hàng năm xấp xỉ 2.200 milimét (87 in). Nạn lụt thường xuất hiện vào mùa mưa và càng trở nên trầm trọng sau khi xây dựng đập thủy điện Yaly.

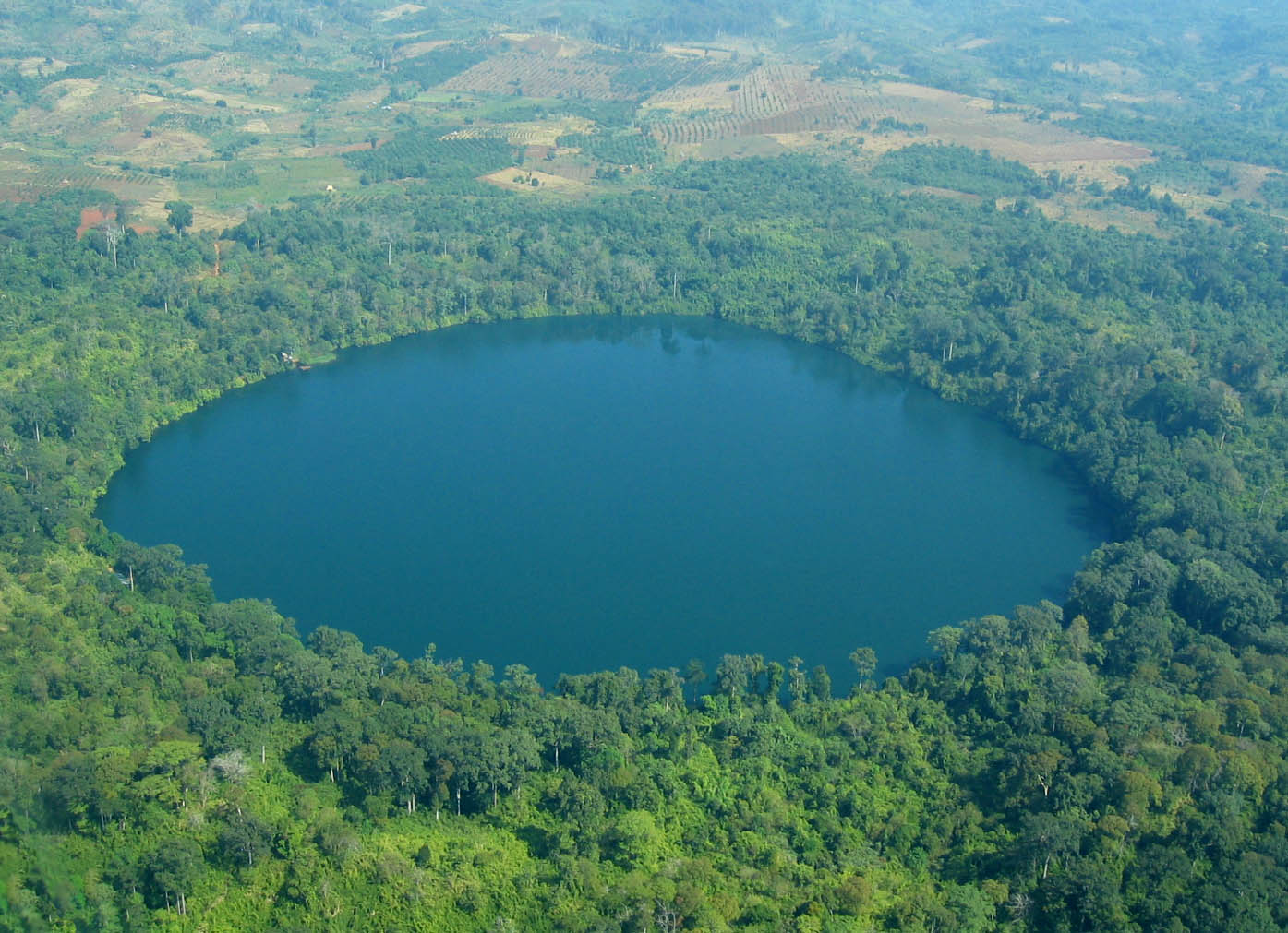
Không ảnh Yak Loum, một hồ miệng núi lửa gần Banlung.

Ratanakiri có một số trong số các hệ sinh thái rừng mưa nhiệt đới đất thấp và rừng sơn địa đa dạng sinh học nhất tại Đông Nam Á lục địa. Một nghiên cứu vào năm 1996 về hai địa điểm tại Ratanakiri và một địa điểm tại tỉnh Mondulkiri láng giềng ghi nhận 44 loài thú, 76 loài chim, và 9 loài bò sát. Một nghiên cứu vào năm 2007 của Vườn quốc gia Virachey thuộc Ratanakiri ghi nhận 30 loài kiến, 19 loài muỗm, 37 loài cá, 35 loài bò sát, 26 loài lưỡng cư, và 15 loài thú, bao gồm một số loài chưa từng được quan sát trước đó. Những loài hoang dã tại Ratanakiri gồm có voi châu Á, bò tót, và khỉ. Ratanakiri là một địa điểm quan trọng trong việc bảo tồn các loài chim gặp nguy hiểm, bao gồm cò quăm lớn và già đẫy lớn. Các khu rừng của tỉnh có hệ thực vật đa dạng; một nửa hécta rừng có 189 loài cây gỗ và 320 loài thực vật mặt đất và cây nhỏ đã được nhận dạng.
Gần một nửa Ratanakiri được đặt trong các khu vực bảo tồn, trong đó gồm có Khu bảo tồn loài hoang dã Lomphat và vườn quốc gia Virachey. Tuy nhiên, trong các khu bảo tồn này vẫn còn các hoạt động đốn gỗ, săn bắn, và khai thác khoáng sản bất hợp pháp. Mặc dù tỉnh được biết đến là có môi trường tương đối hoang sơ, song hoạt động phát triển gần đây sản sinh ra các vấn đề môi trường. Mô hình sử dụng đất đang thay đổi do dân số tăng tốc và các hoạt động nông nghiệp và đốn gỗ tăng cường. Xói mòn đất ngày càng tăng, và các vi khí hậu đang thay đổi. Việc mất môi trường sống và săn bắn không bền vững góp phần vào sự suy giảm tính đa dạng sinh học của Ratanakiri.

## Chính quyền
Chính quyền tại Ratanakiri yếu kém, phần lớn là do vị trí xa xôi, đa dạng sắc tộc, và lịch sử Khmer Đỏ thống trị gần đây. Khuôn khổ pháp lý tại tỉnh có đặc điểm là yếu kém, và pháp quy tại Ratanakiri còn yếu hơn các nơi khác tại Campuchia. Hơn nữa, các dịch vụ của chính quyền không có hiệu quả và không đủ để đáp ứng nhu cầu của tỉnh. Chính phủ Campuchia có truyền thống nhận hỗ trợ đáng kể từ các tổ chức phi chính phủ trong khu vực.
Chính quyền làng tại Ratanakiri có cả thành phần truyền thống và hành chính. Trong mô hình chính quyền truyền thống thì già làng và các thể chế bản địa khác thống trị. Các thành viên của mỗi làng chọn lựa một hoặc nhiều người cao tuổi để quản lý các công việc của làng, dàn xếp các xung đột, và bảo đảm dân làng tuân theo các tục lệ, đặc biệt là về đất đai và sử dụng tài nguyên. Những người cao tuổi không có vai trò chuyên chế, thay vào đó họ chủ yếu cố vấn sự tôn trọng và kiến tạo sự nhất trí. Các già làng thường là nam giới, song nữ giới cũng đóng một vai trò trong việc quản lý cộng đồng và các nguồn tài nguyên. Một làng có thể có một trưởng làng, tức là một pháp nhân của chính quyền địa phương được cấp chính quyền cao hơn bổ nhiệm. Trưởng làng đóng vai trò là mối liên lạc giữa làng và các viên chức chính quyền ở bên ngoài, song không có quyền thế truyền thống.
Ratanakiri được chia thành chín huyện:
| Huyện        | Xã                                                                                        | Dân số (2019) |
| ------------ | ----------------------------------------------------------------------------------------- | ------------- |
| Andoung Meas | Malik, Mai Hie, Nhang, Ta Lav                                                             | 17.617        |
| Banlung      | Kachanh, Labansiek, Yeak Laom                                                             | 30.399        |
| Bar Kaev     | Kak, Ke Chong, Laming, Lung Khung, Seung, Ting Chak                                       | 28.279        |
| Koun Mom     | Serei Mongkol, Srae Angkrong, Ta Ang, Toen, Trapeang Chres, Trapeang Kraham               | 30.810        |
| Lumphat      | Chey Otdam, Ka Laeng, La Bang Muoy, La Bang Pir, Pa Tang, Seda                            | 27.839        |
| Ou Chum      | Cha Ung, Chan, Aekakpheap, Kalai, Ou Chum, Sameakki, L'ak                                 | 25.301        |
| Ou Ya Dav    | Bar Kham, Lum Choar, Pak Nhai, Pate, Sesant, Saom Thum, Ya Tung                           | 23.932        |
| Ta Veaeng    | Ta Veaeng Leu, Ta Veaeng Kraom                                                            | 7.503         |
| Veun Sai     | Ban Pong, Hat Pak, Ka Choun, Kaoh Pang, Kaoh Peak, Kok Lak, Pa Kalan, Phnum Kok, Veun Sai | 27.210        |

Các huyện Ta Vaeng, Andoung Meas, Ou Ya Dav giáp với Việt Nam. Cột mốc ngã ba biên giới Campuchia - Lào - Việt Nam ở huyện Ta Vaeng, Phouvong (Attapeu, Lào) và Ngọc Hồi (Kon Tum, Việt Nam). Cặp cửa khẩu quốc tế Ou Ya Dav - Lệ Thanh có vai trò quan trọng kết nối Đông Bắc Campuchia với Bắc Tây Nguyên và biển Đông.

## Kinh tế và giao thông

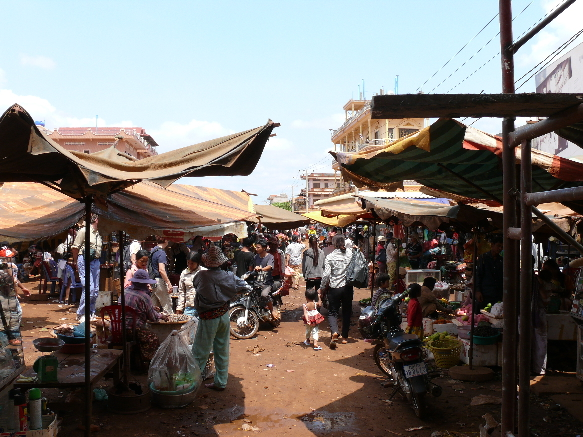
Chợ tại Banlung

Hầu hết các cư dân bản địa của Ratanakiri là những nông dân tự cấp tự túc, tiến hành canh tác du canh đốt nương làm rẫy. Nhiều gia đình bắt đầu chuyển hướng sản xuất sang các cây trồng kinh tế như đào lộn hột, xoài, và thuốc lá, xu hướng này tăng nhanh hơn trong những năm gần đây. Các dân làng Ratanakiri vốn ít tiếp xúc với kinh tế tiền mặt. Trao đổi hàng hóa vẫn còn phổ biến, và những dân làng người Thượng có khuynh hướng đến chợ chỉ một lần mỗi năm cho đến khoảng thời gian khá gần đây.
Nông nghiệp quy mô lớn hơn xuất hiện trên các đồn điền cao su, cà phê, và đào lộn hột. Các hoạt động kinh tế khác trong tỉnh gồm có khai mỏ ngọc và đốn gỗ thương mại. Loại ngọc phong phú nhất tại Ratanakiri là zircon lam. Ametit, peridot, và opan đen cũng được khai thác với số lượng nhỏ. Các loại ngọc thường được khai thác bằng phương thức truyền thống, các cá nhân đào những hố và đường hầm và dùng tay để lấy ngọc ra; tuy nhiên, gần đây hoạt động khai mỏ thương mại đã xuất hiện tại tỉnh. Đốn gỗ, đặc biệt là đốn gỗ bất hợp pháp, trở thành một vấn đề đối với môi trường và thoái hóa đất. Đốn gỗ bất hợp pháp được tiến hành bởi quân đội Campuchia và những tiều phu Việt Nam. Năm 1997, ước tính 300.000 mét khối gỗ được xuất khẩu bất hợp pháp từ tỉnh Ratanakiri sang Việt Nam, trong khi giới hạn theo pháp luật là 36.000 mét khối.

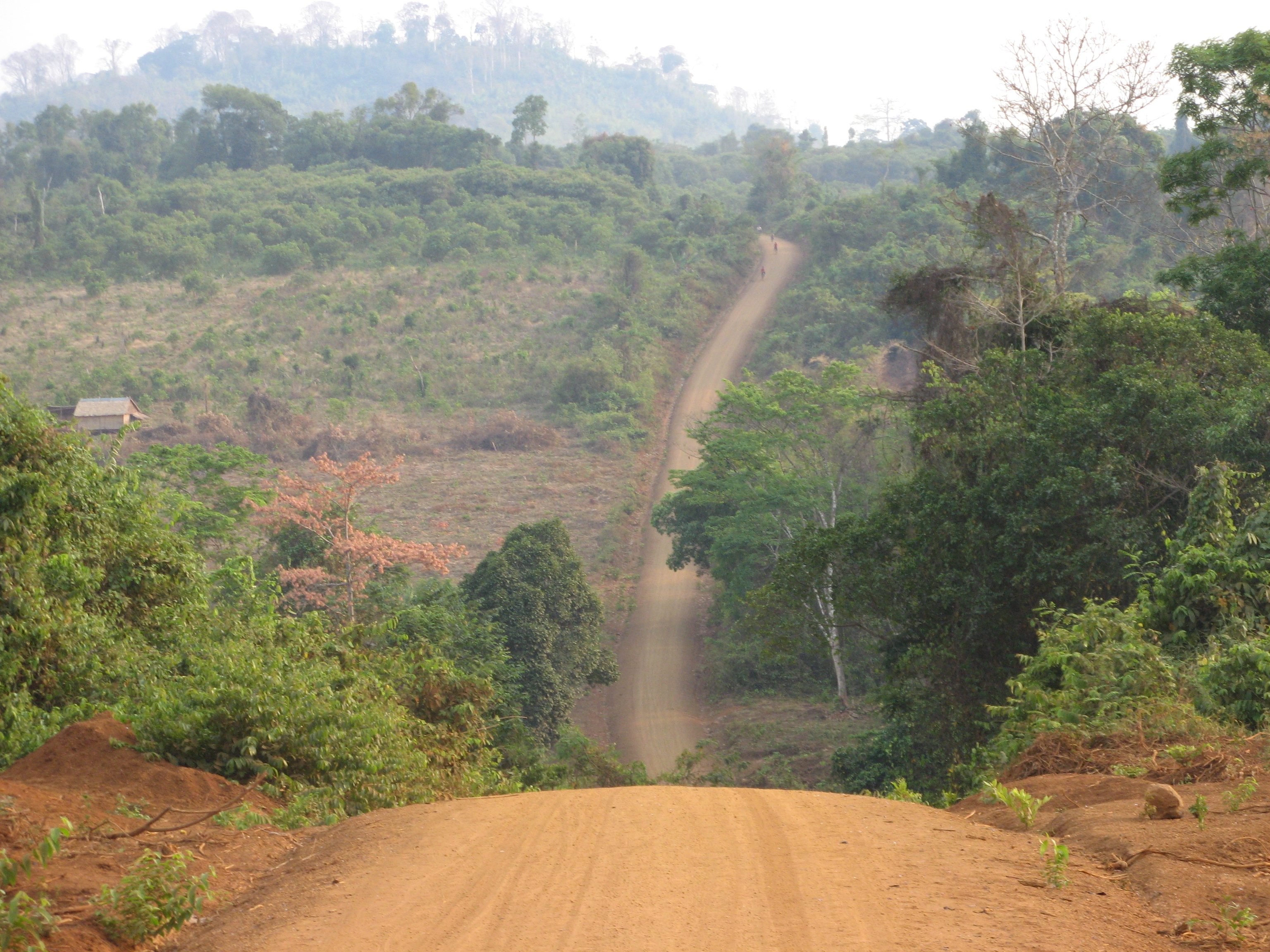
Đường giao thông tại nông thôn Ratanakiri.

Ngành du lịch của Ratanakiri được mở rộng nhanh chóng: số lượt khách tham quan đến với tỉnh tăng từ 6.000 năm 2002 lên 105.000 năm 2008. Chiến lược phát triển du lịch của khu vực tập trung vào khuyến khích du lịch sinh thái. Mặc dù du lịch tăng trưởng, song các cộng đồng địa phương nhận được rất ít thu nhập từ hoạt động du lịch, các hướng dẫn viên đôi khi đưa du khách đến các làng mà không được các cư dân đống ý, phá vỡ phương thức sinh hoạt truyền thống. Một vài sáng kiến được đưa ra để đối phó với các vấn đề này: một ban chỉ đạo du lịch cấp tỉnh nhằm đảm bảo rằng du lịch không gây tổn hại, và một số chương trình chuẩn bị tiếng Anh và kỹ năng du lịch cho người dân bản địa.
Xe bò và xe máy là các phương tiện giao thông phổ biến tại Ratanakiri. Hệ thống tỉnh lộ tốt hơn so với một số phần khác của quốc gia, song vẫn còn trong tình trạng hơi xấu. Vào tháng 1 năm 2007, khởi công nâng cấp quốc lộ 78 giữa Banlung và cửa khẩu Ou Ya Dav trên biên giới với Việt Nam, nối Ratana Kiri với cảng Quy Nhơn qua quốc lộ 19 của Việt Nam với kỳ vọng giúp tăng mậu dịch giữa Campuchia và Việt Nam. Có một cảng hàng không nhỏ tại Banlung, song các chuyến bay đến Ratanakiri bị đình chỉ (năm 2008).

## Nhân khẩu và đô thị
Năm 2008, Ratanakiri có dân số xấp xỉ 150.000 người. Dân số tỉnh tăng 59% từ năm 1998 đến năm 2008, phần lớn do di cư quốc nội. Năm 2008, dân cư Ratanakiri chiếm 1,1% tổng dân số của Campuchia; mật độ dân số của tỉnh là 13,9 người/km², thấp hơn một phần năm bình quân toàn quốc. Khoảng 70% dân cư trong tỉnh sống các vùng đất cao; trong số 30% còn lại, khoảng một nửa sống tại các đô thị, và một nửa sống dọc theo các sông và tại các vùng đất thấp, nơi họ canh tác lúa nước và tham gia vào các hoạt động thị trường. Banlung là tỉnh lỵ, đô thị này nằm ở trung tâm các vùng đất cao, là đô thị lớn nhất của tỉnh với khoảng 25.000 cư dân. Các đô thị quan trọng khác bao gồm Veun Sai ở phía bắc và Lomphat ở phía nam, với dân số tương ứng là 2.000 và 3.000.
| Ngôn ngữ tại Ratanakiri (2008)                             | Ngôn ngữ tại Ratanakiri (2008) | Ngôn ngữ tại Ratanakiri (2008) | Ngôn ngữ tại Ratanakiri (2008) | Ngôn ngữ tại Ratanakiri (2008) |
| ---------------------------------------------------------- | ------------------------------ | ------------------------------ | ------------------------------ | ------------------------------ |
|                                                            |                                |                                |                                |                                |
| Tampuan                                                    | Tampuan                        |                                | 24.3%                          | 24.3%                          |
| Khmer                                                      | Khmer                          |                                | 19.1%                          | 19.1%                          |
| Gia Rai                                                    | Gia Rai                        |                                | 17.1%                          | 17.1%                          |
| Kreung                                                     | Kreung                         |                                | 16.3%                          | 16.3%                          |
| Lào                                                        | Lào                            |                                | 9.6%                           | 9.6%                           |
| Bru                                                        | Bru                            |                                | 7.0%                           | 7.0%                           |
| Kachok                                                     | Kachok                         |                                | 2.7%                           | 2.7%                           |
| người Thượng khác                                          | người Thượng khác              |                                | 2.5%                           | 2.5%                           |
| khác                                                       | khác                           |                                | 1.6%                           | 1.6%                           |
| Ghi chú: các nhóm người Thượng được biểu thị bằng màu lam. |                                |                                |                                |                                |

Năm 2008, 51,8% dân cư Ratanakiri từ 19 tuổi trở xuống, 29,9% từ 20 đến 39 tuổi, và 18,3% từ 40 tuổi trở lên; 50,6% dân cư là nam, và 49,4% là nữ. Trong số các cư dân Ratanakiri 15 tuổi trở lên, 20,9% là người độc thân và chưa từng kết hôn, 71,6% đã kết hôn, 5,1% góa, và 2,4% đã ly thân hoặc ly hôn. Mỗi hộ có trung bình 5,6 thành viên, và hầu hết chủ hộ là nam giới (87,5%).
Các cư dân vùng đất cao đã sinh sống tại Ratanakiri trong hơn một thiên niên kỷ, các dân tộc đất thấp nhập cư đến tỉnh trong 200 năm qua. Năm 1998, các nhóm người đất cao được gọi chung là Khmer Loeu chiếm hơn một nửa dân số của Ratanakiri. Các dân tộc thuộc nhóm này gồm Tampuan (24,3%), Gia Rai (17,1%), Kreung (16,3%), Bru (7,0%), Kachok (2,7%), Kavet (1,9%), Kuy (0,5%), và Lun (0,1%). Người Khmer chiếm 19,1% dân số của tỉnh, và người Lào chiếm 9,6%. Những cư dân còn lại gồm có người Việt (0,7%), Chăm (0,6%), và Hoa (0,3%). Kể từ điều tra dân số năm 1998, việc nhập cư đến Ratanakiri từ những nơi khác tại Campuchia tăng nhanh chóng, có lẽ khiến cho tỷ lệ người Khmer trong tỉnh gia tăng. Cũng như toàn bộ Campuchia, ngôn ngữ chính thức tại Ratanakiri là tiếng Khmer, song mỗi dân tộc bản địa nói ngôn ngữ của họ.

## Y tế, giáo dục, và phát triển
Các chỉ số y tế tại Ratanakiri là thấp nhất tại Campuchia. Sốt rét, lao, ký sinh đường ruột, tả, tiêu chảy, và các bệnh có thể ngăn ngừa bằng vắc-xin là các bệnh lưu hành mang tính địa phương. Ratanakiri có tỷ lệ sản phụ và trẻ nhỏ tử vong cao nhất tại Campuchia, với 22,9% số trẻ chết trước khi được 5 tuổi. Ratanakiri cũng đứng toàn quốc về tỷ lệ suy dinh dưỡng nghiêm trọng. Thể chất kém của các cư dân Ratanakiri được quy cho nhiều yếu tố, bao gồm cả nghèo đói, sự xa xôi của các làng, dịch vụ y tế chất lượng kém, rào cản ngôn ngữ và văn hóa ngăn cản người Thượng được hưởng chăm sóc y tế. Tỉnh có một bệnh viện chuyên khoa, 10 trung tâm y tế, và 17 trạm y tế. Thiết bị và các vật tư y tế là tối thiểu, và hầu hết nhân viên các cơ sở y tế là y tá hay nữ hộ sinh, họ thường được huấn luyện kém và được trả tiền công thất thường.

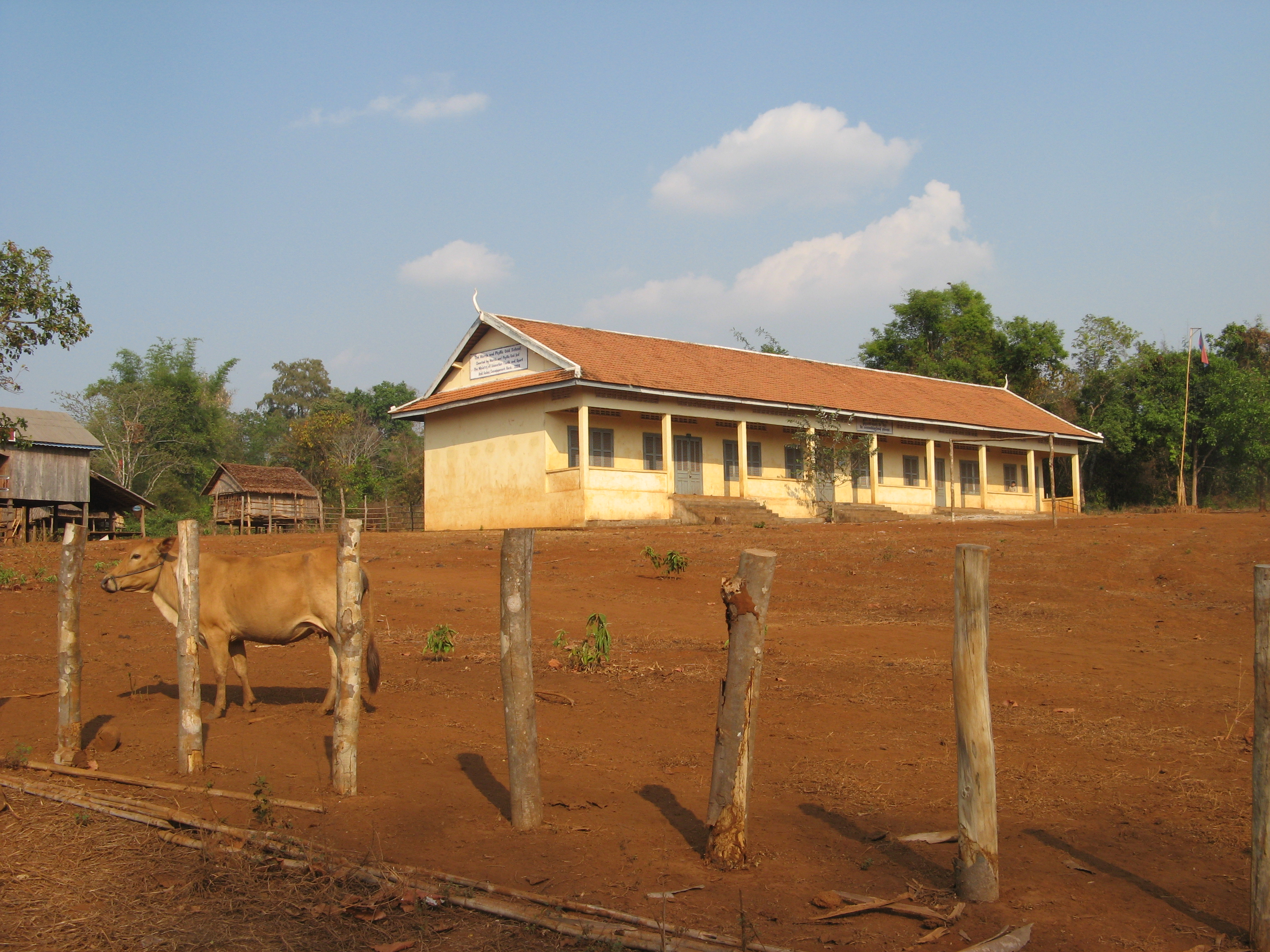
Trường làng tại Ratanakiri.

Năm 1998, Ratanakiri có 76 trường tiểu học, một trường trung học cơ sở, và một trường trung học phổ thông. Trình độ giáo dục của cư dân trong tỉnh rất thấp, đặc biệt là trong các cộng đồng người Thượng. Một nghiên cứu vào năm 2002 về các cư dân trong sáu làng cho thấy rằng ít hơn 10% số người trả lời từng học tiểu học. Tiếp cận giáo dục bị hạn chế do chi phí sách vở, quãng đường đến trường, trẻ em phải đóng góp vào sinh kế của gia đình, thiếu giáo viên thường xuyên, và việc truyền đạt kiến thức không thích hợp về mặt văn hóa và bằng một ngoại ngữ đối với hầu hết học sinh. Năm 1998, chỉ có 23,5% cư dân Ratanakiri biết chữ (so với 67,3% toàn quốc), và tỷ lệ còn thấp hơn ở những nơi bên ngoài huyện Banlung (15,7%) và trong nữ giới (15.3%). Giáo dục song ngữ được bắt đầu vào năm 2002 và dường như đạt được thành công, trong đó học sinh lúc đầu được dạy bằng bản ngữ và dần chuyển sang dạy bằng tiếng Khmer. Các chương trình nhằm mục đích khiến giáo dục trở nên dễ tiếp cận hơn với những người nói các ngôn ngữ bản địa, cũng như cung cấp cho người Thượng quyền tiếp cận với các vấn đề chính trị và kinh tế quốc gia bằng cách cung cấp các kỹ năng ngôn ngữ Khmer.
Ratanakiri là một trong các tỉnh kém phát triển nhất tại Campuchia. Năm 1998, hầu hết cư dân Ratanakiri (61,1%) lấy nước từ các dòng chảy, ao, hay nước mưa; phần lớn những người còn lại (32,2%) lấy nước từ giếng đào. Chỉ có 5,5% các cư dân Ratanakiri lấy nước từ các nguồn được cho là an toàn. Hầu hết các hộ sử dụng đèn dầu và các vật khác như đèn dầu cổ đê thắp sáng, và chỉ một số (39,5% tại huyện Banlung và 2,1% tại những nơi khác) có nhà vệ sinh. Hầu như toàn bộ các hộ (96,2%) sử dụng củi làm nhiên liệu chính để nấu ăn.

## Văn hóa
Người Thượng thường tiến hành canh tác du canh đốt nương làm rẫy trong các làng nhỏ với từ 20 đến 60 gia đình hạt nhân. Mỗi làng có sở hữu và quản lý tập thể một lãnh thổ rừng có ranh giới nhận biết được mặc dù không được đánh dấu. Trong vùng đất này, mỗi gia đình được phân bổ trung bình 1–2 hecta đất canh tác tích cực và 5–6 hecta đất bỏ hoang. Người Thượng tiến hành chu kỳ canh tác bền vững về mặt sinh thái kéo dài thường từ 10 đến 15 năm. Dân làng bổ sung sinh kế nông nghiệp của họ thông qua săn bắn quy mô nhỏ, câu cá, và hái lượm trên một diện tích lớn.
Chế độ ăn uống của người Thượng tại Ratanakiri phần lớn dựa vào thực phẩm thu hoạch và hái lượm sẵn có. Một số kiêng kỵ về thực phẩm cũng hạn chế lựa chọn thực phẩm, đặc biệt là sản phụ, trẻ nhỏ, và bệnh nhân. Loại lương thực chính là lúa, song hầu hết các gia đình chịu tình trạng thiếu gạo trong sáu tháng trước mùa gặt. Một số gia đình bắt đầu trồng ngô để giảm bớt khó khăn này, các nguồn lương thực khác gồm có khoai tây, sắn, và khoai môn. Hầu hết bữa ăn của người Thượng có lượng protein thấp, vốn bị giới hạn trong số thức ăn sẵn có. Động vật săn bắn được và cá đánh được là những nguồn protein chính, các cư dân đôi khi cũng ăn các động vật nhỏ hơn như chuột, gà rừng, và côn trùng. Họ thường chỉ ăn các vật nuôi như lợn, bò, và trâu khi tiến hành cúng tế. Vào mùa mưa, họ thu hái nhiều loài rau và lá từ rừng. (rau thường không được trồng.) Các loại quả thường dùng làm thực phẩm gồm có chuối, mít, đu đủ, và xoài.

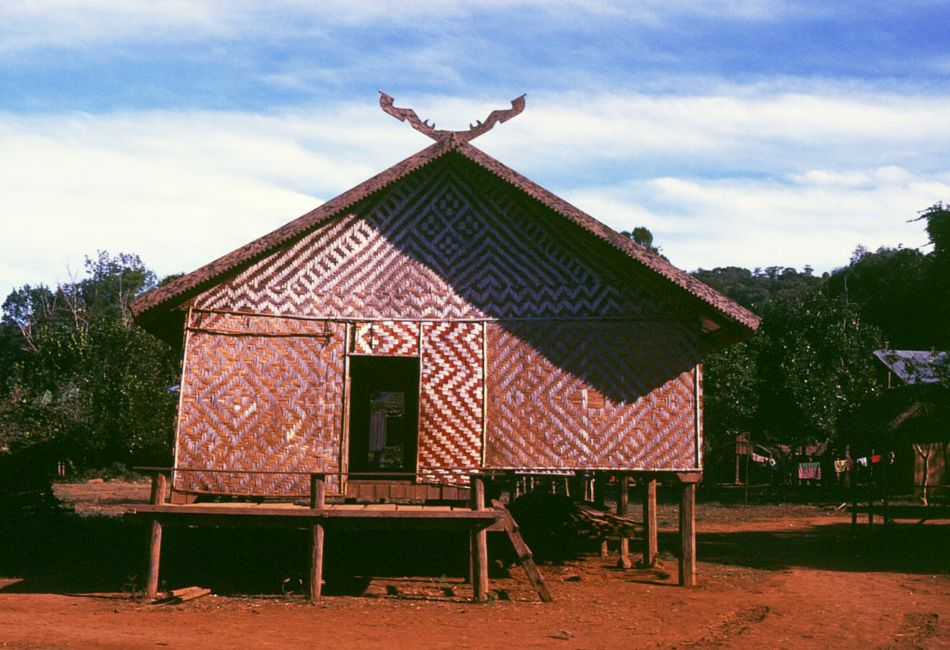
Nhà hội họp tại một làng của người Kreung gần Banlung

Nhà ở tại nông thôn Ratanakiri được làm từ tre, mây, gỗ, các loại lá cây, tất cả đều được thu lượm từ những khu rừng lân cận; chúng thường tồn tại khoảng ba năm. Tổ chức không gian làng thay đổi theo dân tộc. Các làng của người Kreung được xây dựng theo kiểu vòng tròn, với các nhà hướng vào một nhà hội họp trung tâm. Trong các làng của người Gia Rai, các nhà dài rộng lớn là nơi ở của tất cả đại gia đình, bên trong được ngăn thành các gian nhỏ cho các nhà. Các làng Tampuan có thể theo một trong hai mô hình trên.
Gần như toàn bộ người Thượng theo thuyết vật linh, và vũ trụ luận của họ gắn bó với thế giới tự nhiên. Một số khu rừng được tin là nơi các quỷ thần địa phương sinh sống, và việc chặt cây tại đó là điều cấm kỵ. Trong các khu rừng thiêng, các đặc điểm tự nhiên nào đó như các thành hệ đá, thác nước, ao, và thực vật được thánh hóa. Các lễ hội hiến tế chính tại Ratanakiri diễn a vào tháng 3 và tháng 4, khi các ruộng nương được lựa chọn và chuẩn bị cho mùa vụ mới. Những nhà truyền giáo Ki-tô hiện diện tại tỉnh, và một số người Thượng cải sang Ki-tô giáo. Người Khmer trong vùng là Phật tử. Cũng có một cộng đồng nhỏ người Hồi giáo, chủ yếu là người Chăm.
Do bệnh sốt rét phổ biến cao và vị trí nằm xa các trung tâm của khu vực, Ratanakiri biệt lập với các ảnh hưởng của phương Tây cho đến cuối thế kỷ 20. Tuy nhiên, các thay đổi văn hóa lớn diễn ra trong những năm gần đây, đặc biệt là các làng gần đường giao thông và phố huyện; những thay đổi này được quy là do liên hệ với người nhập cư Khmer, viên chức chính quyền, nhân viên của tổ chức phi chính phủ. Trang phục và chế độ ẩm thực đang trở nên tiêu chuẩn hóa, và âm nhạc Khmer thay thế âm nhạc truyền thống. Nhiều dân làng cũng nhận thấy một xu hướng mất đi kính trọng đối với người lớn tuổi và phân cách ngày càng tăng giữa người trẻ và người già. Những người trẻ bắt đầu từ chối tuân theo các quy tắc truyền thống và không còn tin vào thần linh.